# Ђола (народ)
Ђола је народ у западној Африци, у чијем су саставу племена Фелуп, Бајот, Ђамате и Фони.
Настањени су у Сенегалу, у јужном подручју долином доњег тока реке Казаманса, затим у Гамбији, у југозападном делу земље, где се сматрају староседеоцима, у Гвинеји Бисао, на крајњем северу до границе са Сенегалом, где су њихова племена Хир и Бајот и у Гвинеји на северозападу.
Има их 858.740, од тога у Сенегалу 773.526, Гамбији 56.950, Гвинеји Бисао 20.656 и Гвинеји 7.608. Језик је ђола, припада западноатланској подгрупи групе нигер-конго нигерокордофанске породице језика. Вера је традиционална месна веровања (култ предака и сила природе), а у Сенегалу још ислам (сунити) и хришћанство (претежно католицизам).